# Chuyến bay 801 của Korean Air

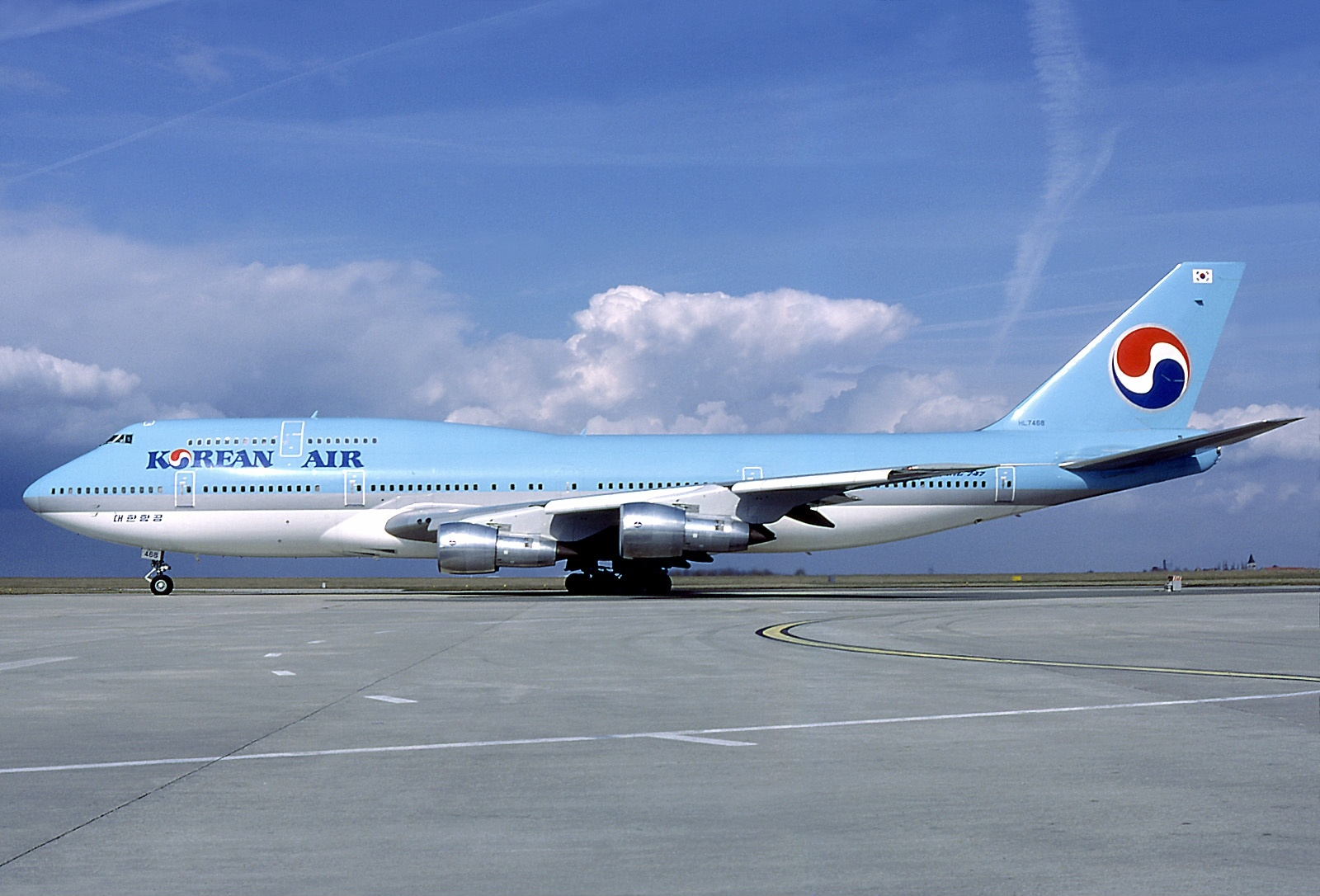
Máy bay bị nạn, HL7468, đang trên đường lăn tại sân bay Paris Charles de Gaulle năm 1985

Chuyến bay số 801 của Korean Air (KE801, KAL801) bị rơi vào ngày 6 tháng 8 năm 1997, khi tiếp cận sân bay quốc tế Antonio B. Won Pat, tại lãnh thổ Hoa Kỳ Guam, giết chết 229 người trong tổng số 254 người trên máy bay. Chiếc máy bay bị rơi trên đồi Nimitz ở Asan, Guam, trong khi đang tiếp cận sân bay.

## Máy bay và phi hành đoàn
Chuyến bay 801 thường được bay bởi Boeing B747; vì Korean Air đã lên kế hoạch cho chuyến bay 5-6 chuyến bay trong tháng 8 để vận chuyển các vận động viên Guaman đến South Pacific Mini Games ở Samoa thuộc Mỹ, hãng hàng không được chỉ định HL7468, một chiếc Boeing 747-300 12 năm tuổi được chuyển giao cho Korean Air vào ngày 12 tháng 12 năm 1984  để bay trên tuyến đó trong đêm đó.
Cơ trưởng 42 tuổi tên là Park Yong-chul (Hangul: 박용철, Hanja: 朴鏞喆, RR: Bak Yong-cheol. M-R: Pak Yongch'ŏl) Cơ trưởng có gần 9.000 giờ bay và có gần thời điểm đó đã nhận được một Giải thưởng an toàn chuyến bay do đã khắc phục được động cơ máy bay 747 hỏng ở độ cao thấp. Park ban đầu được lên kế hoạch bay tới Dubai, Các Tiểu vương quốc Ả Rập Thống nhất; do ông không được nghỉ ngơi đủ cho chuyến đi Dubai, ông đã được giao lại cho chuyến bay 801. Cơ phó 40 tuổi tên là Song Kyung-ho (Hangul: 송경호, Hanja: 宋慶昊, RR: Song Gyeong-ho, M-R: Song Kyŏngho), người có kinh nghiệm bay hơn 4.000 giờ, và kỹ sư bay 57 tuổi Nam Suk-hoon (Korean: 남석훈, Hanja: 南錫薰, RR: Nam Seok-hun, M-R: Nam Sŏkhun), một cựu phi công với hơn 13000 giờ bay.